# Cò quăm đỏ
Cò quăm đỏ (danh pháp hai phần: Eudocimus ruber) là một loài chim thuộc Họ Cò quăm. Nó sinh sống vùng nhiệt đới Nam Mỹ và hải đảo vùng Caribê. Hình dáng của nó giống như hầu hết 27 loài cò quăm còn tồn tại khác, nhưng nó khác biệt đáng kể ở màu lông rực rỡ đỏ tươi của nó làm cho nó không thể nhầm lẫn.
Loài cò có kích thước vừa có số lượng đông đảo, sung mãn khỏe mạnh, và nó thích tình trạng được bảo vệ từ người sang người. Tình trạng IUCN của nó là "ít được quan tâm nhất".
Loài này lần đầu tiên được phân loại bởi Carl Linnaeus vào năm 1758. Ban đầu cho danh pháp hai phần là Scolopax rubra (tên kết hợp ruber tính từ Latin, "đỏ"), loài này sau đó được đổi thành Guara rubra và cuối cùng là Eudocimus ruber.

## Hình ảnh

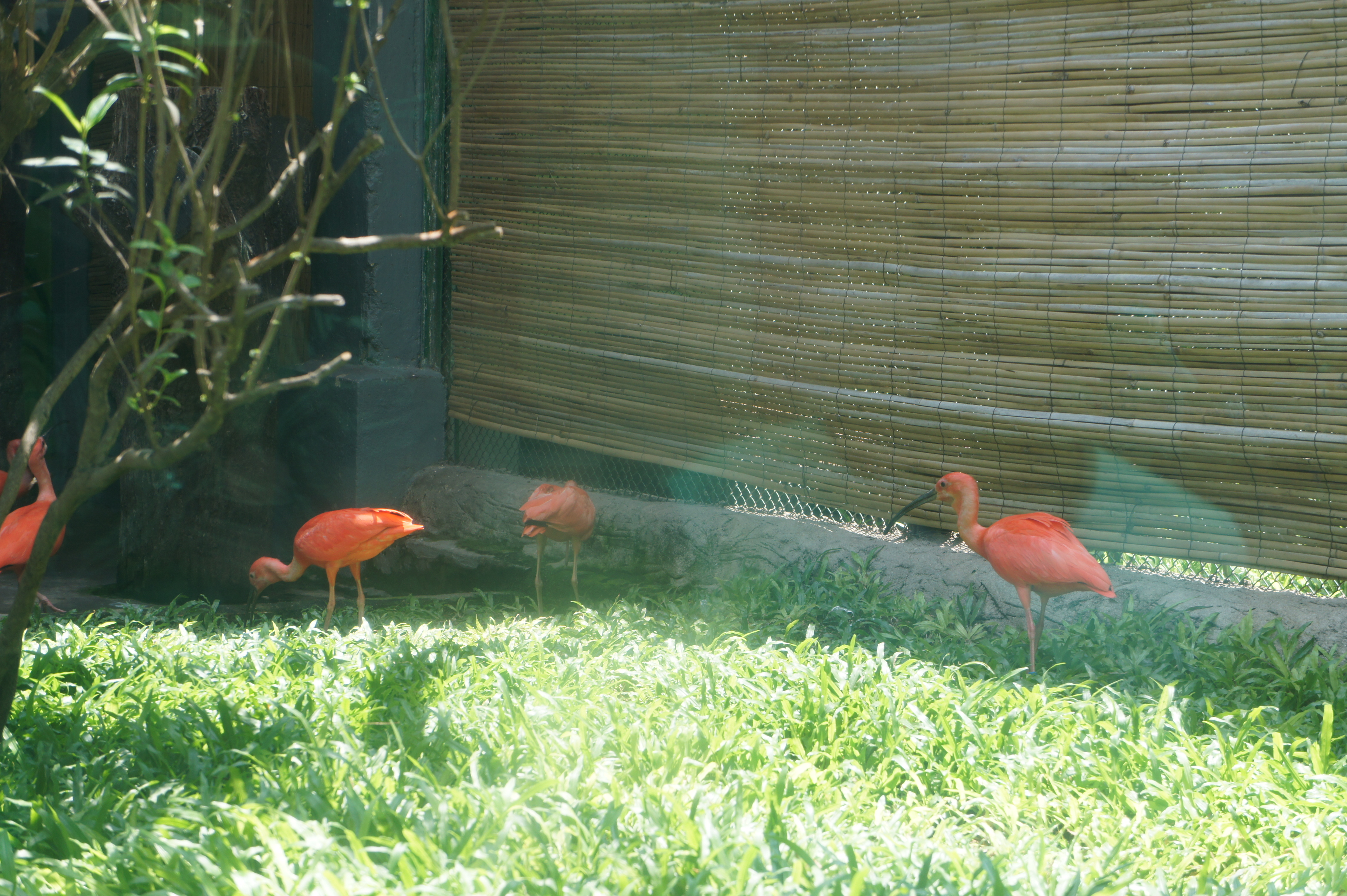
Cò quăm đỏ trong Thảo cầm viên Sài Gòn